# James S. Kemper
James Scott Kemper (* 18. November 1886 in Van Wert, Ohio; † 17. November 1981 in Chicago, Illinois) war ein US-amerikanischer Unternehmer, Politiker der Republikanischen Partei und Diplomat, der unter anderem zwischen 1953 und 1955 Botschafter der Vereinigten Staaten in Brasilien war.

## Leben
James Scott Kemper, Sohn des Rechtsanwalts Hathaway Kemper und dessen Ehefrau Mary Scott Kemper, absolvierte ein Studium an der Miami University und gründete 1912 in Chicago die Gegenseitige Unfallgesellschaft für Holzfäller (Lumbermens Mutual Casualty Company), aus die späteren Kemper-Versicherungen (Kemper Insurance Companies) hervorging. Mitte der 1930er begann er sein politisches Engagement für die Republikanische Partei und war 1936, 1940, 1940, 1944, 1948 und 1952 Delegierter für Illinois auf der Republican National Convention, ein alle vier Jahre stattfindender Parteitag, um die Kandidaten der Republikanischen Partei für die Wahl zum Präsidenten und Vizepräsidenten der Vereinigten Staaten zu nominieren und das Parteiprogramm festzulegen. Er war ferner zwischen 1944 und 1946 Schatzmeister (Treasurer) des Republican National Committee, des nationalen Organisationsgremium der Republikanischen Partei.
Nach der Wahl des Republikaners Dwight D. Eisenhower zum US-Präsidenten wurde Kemper am 24. Juni 1953 zum Botschafter der Vereinigten Staaten in Brasilien ernannt und überreichte dort am 18. August 1953 als Nachfolger von Herschel Johnson sein Akkreditierungsschreiben. Er verblieb auf diesem Posten bis zum 26. Januar 1955 und wurde daraufhin von James Clement Dunn abgelöst.
James S. Kemper war zwei Mal verheiratet. Aus seiner ersten Ehe mit Mildred Estelle Hooper Kemper (1890–1927) stammte sein gleichnamiger Sohn James Scott Kemper Jr. (1914–2002), der Vorstandsvorsitzender und Chief Executive Officer (CEO) der Kemper Insurance Companies war sowie als Mitglied der National Commission on Alcoholism and Other Related Problems unter Präsident Jimmy Carter, als Mitglied der Presidential Commission on Drunk Driving unter Präsident Ronald Reagan und als Vorsitzender der National Commission Against Drunk Driving gegen die Gefahren, Ursachen und Folgen von Alkoholismus engagierte. Nach dem Tode seiner ersten Frau heiratete Kemper 1931 in zweiter Ehe Gertrude Ziesing Kemper (1889–1991). Nach seinem Tode wurde er auf dem Rosehill Cemetery and Mausoleum in Chicago beigesetzt.

## Schriften
- The Western Hemisphere in the World of Today, 1947